# دنیس اودوی
دنیس اودوی (انگلیسی: Denis Odoi؛ زادهٔ ۲۷ مهٔ ۱۹۸۸) بازیکن فوتبال اهل غنا است.
از باشگاه‌هایی که در آن بازی کرده‌است می‌توان به باشگاه فوتبال اود-هورلی لوون، باشگاه فوتبال اندرلشت، باشگاه فوتبال فولام، باشگاه فوتبال لوکرن اوست والاندرن، باشگاه فوتبال کلوب بروژ، و باشگاه فوتبال سنت ترویدنس اشاره کرد.
وی همچنین در تیم‌های ملی فوتبال زیر ۲۱ سال بلژیک، بلژیک، و غنا بازی کرده‌است.